# Frank Judd
Pour les articles homonymes, voir Judd (homonymie).
Frank Ashcroft Judd, baron Judd (né le 28 mars 1935 et mort le 17 avril 2021) est un homme politique du parti travailliste britannique.

## Biographie
Judd fait ses études à la City of London School et à la London School of Economics. Il devient secrétaire général du Service volontaire international, membre du comité exécutif du Conseil national de la paix et président du Comité national de la jeunesse britannique pour la liberté de la faim. 
Il est secrétaire général du Service volontaire international en 1960 et est reconnu pour avoir supervisé une période d'expansion importante pour l'organisation. En 1966, il quitte son poste à l'IVS pour commencer sa carrière politique. 
Il se présente à Sutton et Cheam en 1959 (où sa mère Helen a été candidate travailliste en 1945) et Portsmouth West en 1964. Il est député de Portsmouth-Ouest de 1966 à 1974, et après des changements de frontières, de Portsmouth-Nord de 1974 à 1979, lorsqu'il perd son siège au profit du conservateur Peter Griffiths. 
Il est ministre subalterne de la Royal Navy (1974-1976), ministre du Développement outre-mer (1976-1977) et ministre d'État du ministère des Affaires étrangères et du Commonwealth de 1977 à 1979. Directeur d'Oxfam (1985–1991), il est nommé pair à vie le 10 juin 1991 sous le titre de baron Judd, de Portsea dans le comté de Hampshire. Chez les Lords, il est membre du Comité mixte des droits de l'homme. 
Lord Judd est membre de l'Assemblée parlementaire du Conseil de l'Europe de 1970 à 1973 et de nouveau de 1997 à 2005, où il est devenu rapporteur sur la Tchétchénie et s'est rendu à plusieurs reprises à Grozny.   
Lord Judd est un patron du Service Volontaire International. 